# Есауленко, Игорь Эдуардович
Игорь Эдуардович Есауленко (18 марта 1956, Жигулёвск — 19 августа 2025, Воронеж) — советский и российский врач, педагог и организатор медицинского образования. Доктор медицинских наук, профессор. С 2000 года и до самой смерти был ректором Воронежского государственного медицинского университета имени Н. Н. Бурденко.

## Биография
Родился 18 марта 1956 года в городе Жигулёвске. В 1979 году с отличием окончил Воронежский государственный медицинский институт по специальности «лечебное дело». После аспирантуры начал преподавать на кафедре нормальной физиологии.
С 1986 по 1993 год — председатель профкома сотрудников, с 1993 по 2000 год — проректор по социально-экономическим вопросам. С 2000 года — ректор ВГМУ им. Н. Н. Бурденко.

## Научная деятельность
Автор более 400 научных работ, в том числе 17 монографий и 7 учебников, рекомендованных Минздравом РФ. Под его научным руководством защищены 15 кандидатских и 4 докторских диссертации.
Научные интересы: нормальная физиология, экологическая безопасность, медицинское образование, информационные технологии в здравоохранении.

## Общественная деятельность
Был членом партии «Единая Россия», входил в Общественную палату Воронежской области, избирательную комиссию региона, совет ректоров медицинских вузов РФ и других организаций.

## Награды и звания
- Медаль «За доблестный труд»
- Медаль имени Г. К. Жукова
- Знак «Отличник здравоохранения РФ»
- Заслуженный работник высшей школы РФ
- Медаль Сергия Радонежского II степени
- Почётный академик Польской медицинской академии
- Академик РАЕН

Скончался 19 августа 2025 года. О смерти сообщил губернатор Воронежской области Александр Гусев. Причины смерти официально не уточнялись.